# 陳存志
陳存志（?—?），江西省贛州府贛縣人，清朝政治人物、同進士出身。
光緒十八年（1892年），参加光緒壬辰科殿試，登進士三甲83名。同年五月，著交吏部掣签分发各省，以知县即用